# Statut Organiczny Województwa Śląskiego
Statut Organiczny Województwa Śląskiego właściwie „Ustawa Konstytucyjna z 15 lipca 1920 r. zawierająca statut organiczny Województwa Śląskiego” – akt prawny uchwalony przez Sejm Ustawodawczy nadający województwu śląskiemu szeroką autonomię.
Statut Organiczny Województwa Śląskiego respektował tradycje samorządowe na Górnym Śląsku i Śląsku Cieszyńskim. W ten sposób w kampanii przed plebiscytem 1921 roku odebrano stronie niemieckiej argumenty o zamiarze likwidacji silnego samorządu lokalnego.

## Kompetencje Sejmu Śląskiego
Autonomia województwa śląskiego obejmowała kompetencje czynne (w kolejności wymienionej w Statucie):
- ustawodawstwo w zakresie stosowania języka polskiego i niemieckiego jako języków urzędowych;
- ustawodawstwo dotyczące samorządu lokalnego (gminnego i powiatowego) oraz dotyczące władz administracyjnych i podziału administracyjnego woj. śląskiego;
- ustawodawstwo sanitarno-epidemiologiczne;
- ustawodawstwo o organizacji policji i żandarmerii
- ustawodawstwo o nadzorze budowlanym i straży pożarnej;
- ustawodawstwo dotyczące szkolnictwa wszelkich typów i stopni, bez szkolnictwa wyższego;
- ustawodawstwo w sprawach wyznaniowych – z wyłączeniem spraw uregulowanych konkordatem;
- ustawodawstwo dotyczące zwalczania ubóstwa;
- ustawodawstwo regulujące szeroko rozumianą politykę rolną, melioracje i budownictwo wodne – bez prawa do budowy kanałów i regulacji rzek granicznych;
- ustawodawstwo o zaopatrzeniu ludności w energię elektryczną i w sprawie transportu lokalnego;
- ustalanie dorocznego budżetu śląskiego, zaciąganie pożyczek wojewódzkich, zbywanie, zamianę i obciążanie nieruchomego majątku wojewódzkiego i przyjęcie gwarancji finansowej przez skarb śląski;
- nakładanie podatków i opłat publicznych śląskich,
- wydawanie przepisów cywilnych i karnych w sprawach zastrzeżonych.

Kompetencje bierne Sejmu Śląskiego (wyrażanie zgody na obowiązywanie ustawy państwowej):
- ograniczanie wytwórczości przedsiębiorstw śląskich w dziedzinie produkcji węgla, hutnictwa, wyrobów chemicznych, cementu i innych, ważniejszych gałęzi produkcji;
- wprowadzanie podatków od produkcji lub monopoli na węgiel, wyroby hutnicze, wyroby chemiczne, cement i inne, ważniejsze gałęzie produkcji;
- zmienienie ustaw, dotyczących górnictwa, przemysłu, handlu i rękodzielnictwa, obowiązujących w Województwie Śląskim w dniu przyjęcia Górnego Śląska przez Polskę.

Autonomia województwa śląskiego, wyrażona w ustawodawstwie czynnym miała charakter: administracyjny, porządkowy, gospodarczy, kulturalno-oświatowy i socjalny, natomiast w ustawodawstwie biernym charakter: gospodarczy (głównie) i socjalny. Do ustawodawstwa śląskiego należały również inne sprawy, jeżeli województwo śląskie było wyraźnie wyłączone spod obowiązywania ustawy państwowej. 
Ustawy śląskie nie mogły naruszać Statutu Organicznego, praw obywatelskich, zagwarantowanych w ustawie konstytucyjnej Rzeczypospolitej Polskiej, przepisów traktatów międzynarodowych, obowiązujących w Rzeczypospolitej Polskiej, ani też przepisów innych ustaw państwowych, obowiązujących w dziedzinie niezastrzeżonej dla ustawodawstwa śląskiego.

## O Sejmie i ustawodawstwie śląskim

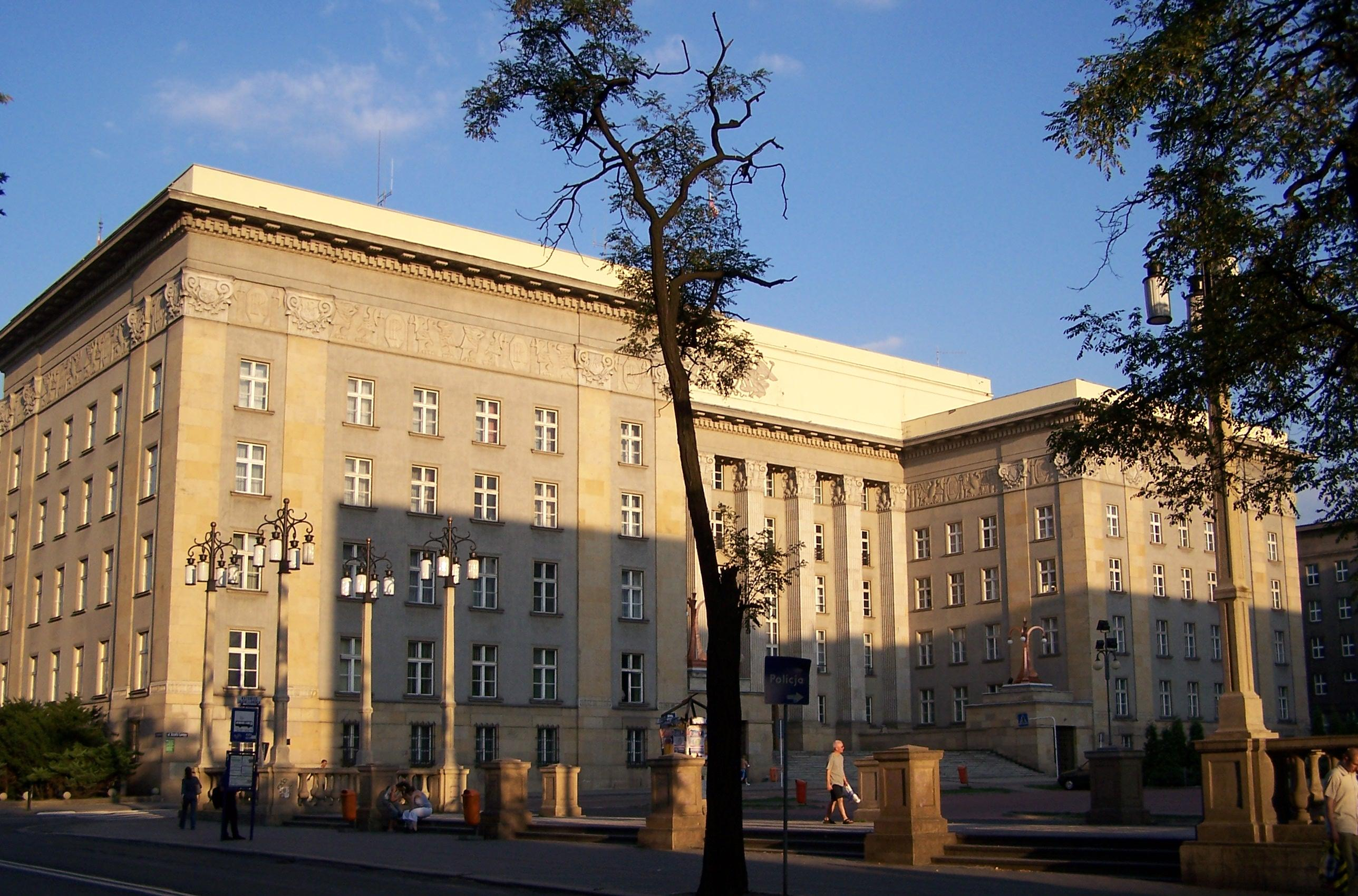
Katowice, gmach byłego Sejmu Śląskiego. Obecnie siedziba Śląskiego Urzędu Wojewódzkiego i Urzędu Marszałkowskiego Województwa Śląskiego.

Ustawa powoływała jednoizbowy Sejm Śląski z 48 posłami, który wyłaniał Radę Wojewódzką. Sejm Śląski uchwalał własny budżet, który zasilał Skarb Śląski. Część dochodów była odprowadzana przez Skarb Śląski do budżetu centralnego. Sejm Śląski miał uchwalić ustawę o wewnętrznym ustroju Województwa Śląskiego, czego przed wybuchem wojny nie udało się dokonać.
Według przepisów Statutu Sejm autonomiczny wybierał ze swego grona Marszałka i jego zastępców, a regulamin sejmowy określał prawa i obowiązki Marszałka, liczbę wicemarszałków i sekretarzy, rodzaj i liczbę komisji sejmowych, jak i sposób i porządek obrad sejmowych. Określono również tryb zwoływania, odraczania i zamykania Sejmu Śląskiego przez Naczelnika Państwa.

## Administracja

Województwo śląskie w II RP

### Naczelne organy administracji
Rada Wojewódzka składała się z wojewody śląskiego, jego zastępcy i 5 członków, wybranych w głosowaniu przez Sejm Śląski. 
Radę Wojewódzką zwoływał wojewoda, musiał ją zaś zwołać na żądanie trzech członków Rady. Rada rozstrzygała większością głosów w obecności co najmniej trzech członków, nie licząc wojewody, względnie jego zastępcy.
Wojewodę i jego zastępcę mianował i zwalniał z urzędu Naczelnik Państwa na wniosek Rady Ministrów. Wojewodzie przysługiwało prawo do zawieszania uchwał Rady, sprzeciwiających się ustawom lub przekraczających zakres działania Rady. W wypadkach takich wojewoda oddawał sprawę do rozstrzygnięcia Sądu Najwyższego w Warszawie.

### Urzędnicy śląscy
Urzędnicy państwowi, urzędujący w województwie śląskim, powinni byli w zasadzie pochodzić z województwa śląskiego. Przy obsadzaniu urzędów administracji państwowej na obszarze województwa śląskiego powinni byli mieć przy równych kwalifikacjach pierwszeństwo urzędnicy pochodzący z województwa śląskiego. Urzędnicy i pracownicy, jak i robotnicy z województwa śląskiego, zatrudnieni w administracji państwowej lub w przedsiębiorstwach państwowych w województwie śląskim, mogli zostać przeniesieni do innych dzielnic Rzeczypospolitej Polskiej wbrew swej woli tylko, jeżeli wymagało tego koniecznie ich wyszkolenie lub kwalifikacje, albo przeważający interes służby państwowej.
Urzędnicy śląscy, nauczyciele i urzędnicy komunalni składali przysięgę według roty i w sposób, przepisany dla urzędników Rzeczypospolitej. Członkowie Rady Wojewódzkiej przysięgali, że będą pełnili obowiązki sumiennie, zgodnie z prawem i w zamiarze służenia Rzeczypospolitej Polskiej.

## Sądy
Wszystkie sądy województwa śląskiego wydawały wyroki w imieniu Rzeczypospolitej Polskiej, a nadzór nad nimi przysługiwał Ministerstwu Sprawiedliwości.

## Poprawki do Ustawy Konstytucyjnej

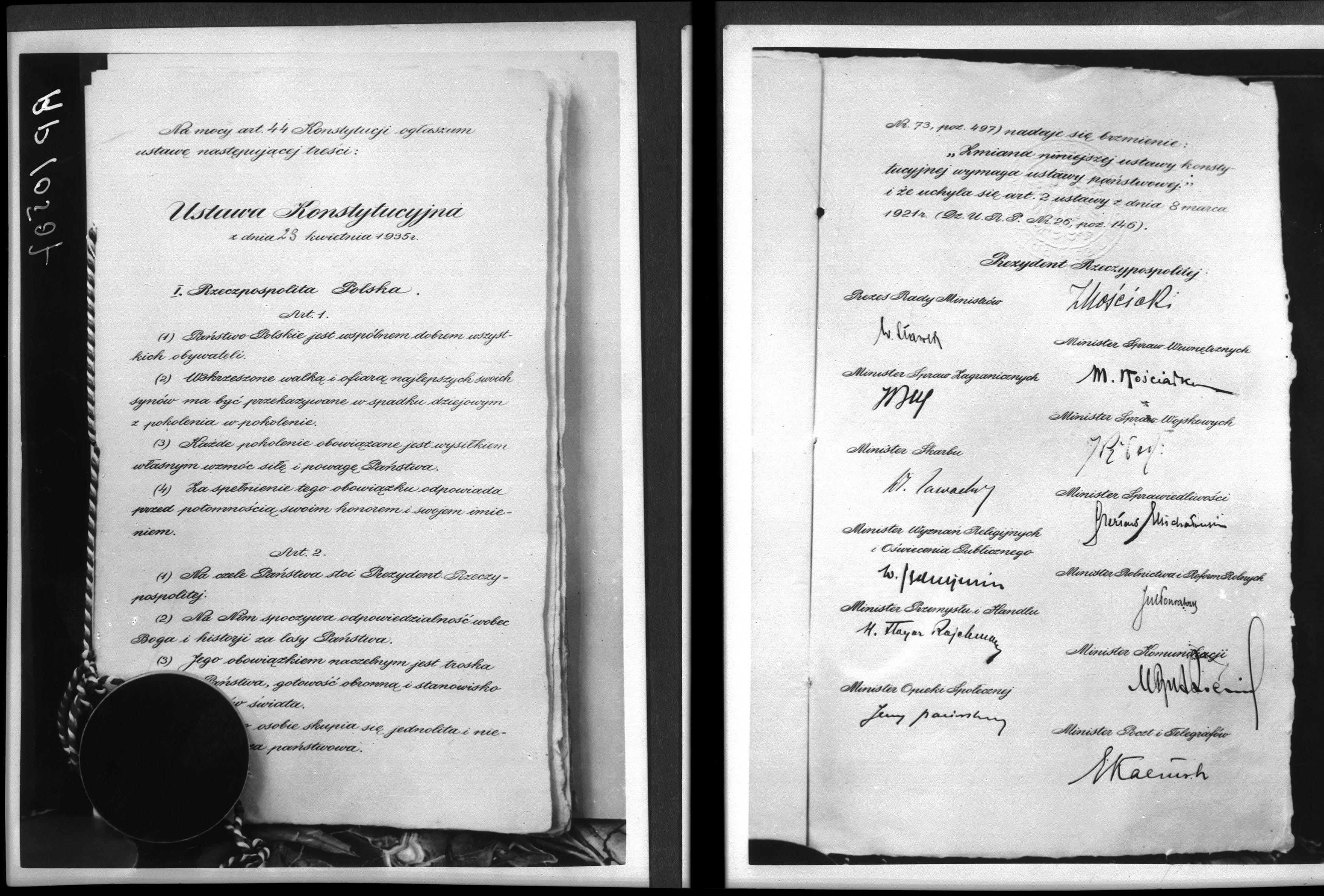
Dokument konstytucji kwietniowej

W ustawie konstytucyjnej z dnia 15 lipca 1920 r., zawierającej statut organiczny Województwa Śląskiego do wybuchu II wojny światowej wprowadzono pięć poprawek ustawami: z dnia 8 marca 1921 r., z dnia 30 lipca 1921 r., z dnia 18 października 1921 r., z dnia 18 marca 1925 r. oraz z dnia 23 kwietnia 1935 r.
Pierwotna treść art. 44 – Ustawa, zmieniająca niniejszą ustawę konstytucyjną, a ograniczająca prawa ustawodawstwa lub samorządu śląskiego (art. 1, 4 do 12, 13 do 33, 36 do 42 i 44), wymagać będzie zgody Sejmu Śląskiego – zabezpieczała samorządność górnośląską przed jej likwidacją bez zgody reprezentantów mieszkańców województwa śląskiego w Sejmie Śląskim.
W Konstytucji kwietniowej potwierdzono, co prawda, istnienie autonomii śląskiej, ale w bardzo istotny sposób zmieniono jej istotę. Art. 81 ust. 3 tej ustawy zasadniczej, utrzymując w mocy statut organiczny województwa śląskiego, uchylił jego art. 2 (utrzymujący w mocy przepisy prawne obowiązujące na Górnym Śląsku przed jego przyłączeniem do Polski, o ile nie zostały one zmienione zgodnie ze statutem organicznym) oraz zmienił treść art. 44. Dotychczasowe brzmienie artykułu zostało zastąpione nowym: Zmiana niniejszej ustawy konstytucyjnej wymaga ustawy państwowej. Choć formalnie nie dokonano zmiany tytułu ustawy, to przez fakt, że zmiana statutu organicznego wymagała odtąd teraz tylko „ustawy państwowej”, jego moc prawna została faktycznie zredukowana do rangi ustawy zwykłej. Wprowadzone w art. 81 ust. 3 zmiany statutu organicznego, zgodnie z regułą kolizyjną Lex posterior generali non derogat legi priori speciali, nie powinny były uzyskać mocy obowiązującej na obszarze województwa śląskiego z racji braku zgody Sejmu Śląskiego na jego zmianę. Sejm RP III kadencji, nie dochowując trybu zmiany art. 44, złamał tym samym zasadę legalizmu.
Według opinii Konstantego Wolnego, dziekana Rady Adwokackiej w Katowicach, jednego z twórców statutu organicznego na mocy art. 44: Sejm Polski może prawa Województwa Śląskiego rozszerzyć, ścieśnić je atoli może tylko za zgodą Sejmu Śląskiego. Dlatego każda zmiana statutu organicznego może nastąpić równobrzmiącą uchwałą Sejmu Polskiego i Śląskiego o ileby ograniczała prawa Województwa Śląskiego.

## Uchylenie Statutu Organicznego
Statut Organiczny Województwa Śląskiego został zniesiony przez Krajową Radę Narodową ustawą konstytucyjną z 6 maja 1945, która weszła w życie 7 maja. Ustawa konstytucyjna znosząca Statut została uchwalona przez Krajową Radę Narodową niezgodnie z wymogami legalizmu: niezgodnie z kompetencjami KRN, bez podstawy prawnej i w niewłaściwym trybie. Nastąpiła tu istotna niekonsekwencja. Nowe władze, negując legalność Konstytucji kwietniowej, a tym samym dokonanej przez nią nowelizacji art. 44 Statutu, która zniosła obowiązek uzyskania zgody Sejmu Śląskiego na zmianę Statutu ograniczającą uprawnienia autonomicznego samorządu śląskiego, zlikwidowały autonomię zgodnie z jej postanowieniami. Działano zatem de facto na podstawie art. 81 ust. 3 Konstytucji kwietniowej, de iure się na niego nie powołując,
Statut zniesiono w trakcie formalnego trwania IV kadencji Sejmu Śląskiego.